# Streitelsfingen
Streitelsfingen (früher auch: Stritolfingen; mundartlich: Schdraədəlsfingə) ist ein Gemeindeteil der bayerisch-schwäbischen Großen Kreisstadt Lindau (Bodensee).

## Geografie
Das Dorf liegt zwischen Motzach und Bösenreutin innerhalb der ehemaligen Gemeinde und heutigen Gemarkung Reutin.

## Geschichte
Streitelsfingen wurde erstmals im Jahr 1267 als Stritolfingen urkundlich erwähnt. Der Ortsname stammt vom Personennamen Stritolf ab, die Ortsnamenendung -ingen ist die einzige eines Orts im Landkreis Lindau. Im Jahr 1900 wurden zehn Wohngebäude im Ort gezählt. Am 1. Februar 1922 wurde Streitelsfingen als Gemeindeteil der Gemeinde Reutin nach Lindau eingemeindet.

### Schlössle
Um 1260 wurde ein Wachturm des Damenstifts Lindau erwähnt, der später als Lehnsgut an das Adelsgeschlecht Rothenstein ging. 1572 wurde das heutige Streitelsfinger Schlößle, auch Montfort-Schlößle genannt, anstelle der vorherigen Burg erbaut. Zu dieser Zeit ging das Anwesen an die Grafen von Montfort über, die es bis ins Jahr 1700 verwalteten.

## Baudenkmäler
Siehe: Liste der Baudenkmäler in Streitelsfingen

## Infrastruktur
Durch den Ort verläuft der Bodensee-Rundweg.